# C1QTNF12
C1QTNF12 (англ. C1q and TNF related 12) – білок, який кодується однойменним геном, розташованим у людей на короткому плечі 1-ї хромосоми.  Довжина поліпептидного ланцюга білка становить 302 амінокислот, а молекулярна маса — 32 416.
| 10         |  | 20         |  | 30         |  | 40         |  | 50         |
| ---------- |  | ---------- |  | ---------- |  | ---------- |  | ---------- |
| MRRWAWAAVV |  | VLLGPQLVLL |  | GGVGARREAQ |  | RTQQPGQRAD |  | PPNATASASS |
| REGLPEAPKP |  | SQASGPEFSD |  | AHMTWLNFVR |  | RPDDGALRKR |  | CGSRDKKPRD |
| LFGPPGPPGA |  | EVTAETLLHE |  | FQELLKEATE |  | RRFSGLLDPL |  | LPQGAGLRLV |
| GEAFHCRLQG |  | PRRVDKRTLV |  | ELHGFQAPAA |  | QGAFLRGSGL |  | SLASGRFTAP |
| VSGIFQFSAS |  | LHVDHSELQG |  | KARLRARDVV |  | CVLICIESLC |  | QRHTCLEAVS |
| GLESNSRVFT |  | LQVQGLLQLQ |  | AGQYASVFVD |  | NGSGAVLTIQ |  | AGSSFSGLLL |
| GT         |  |            |  |            |  |            |  |            |

A: Аланін

C: Цистеїн

D: Аспарагінова кислота

E: Глутамінова кислота

F: Фенілаланін

G: Гліцин

H: Гістидин

I: Ізолейцин

K: Лізин

L: Лейцин

M: Метіонін

N: Аспарагін

P: Пролін

Q: Глутамін

R: Аргінін

S: Серин

T: Треонін

V: Валін

W: Триптофан

Кодований геном білок за функцією належить до гормонів. 
Задіяний у такому біологічному процесі як поліморфізм. 
Секретований назовні.